# 2268 Szmytowna
2268 Szmytowna este un asteroid din centura principală, descoperit pe 6 noiembrie 1942 de Liisi Oterma.